# Menippos van Gadara

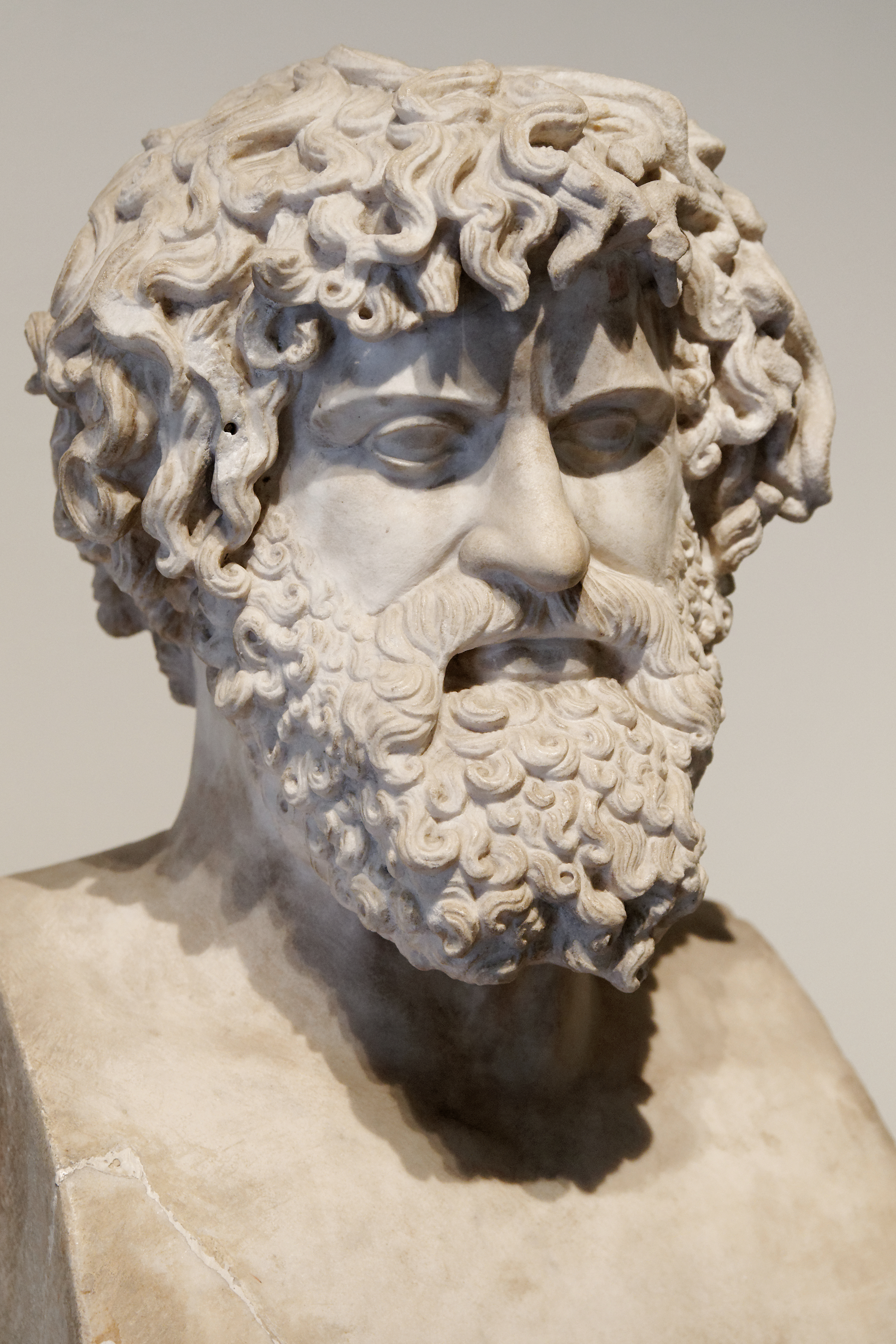
Buste uit de Villa dei Papiri die vermoedelijk Menippos voorstelt.

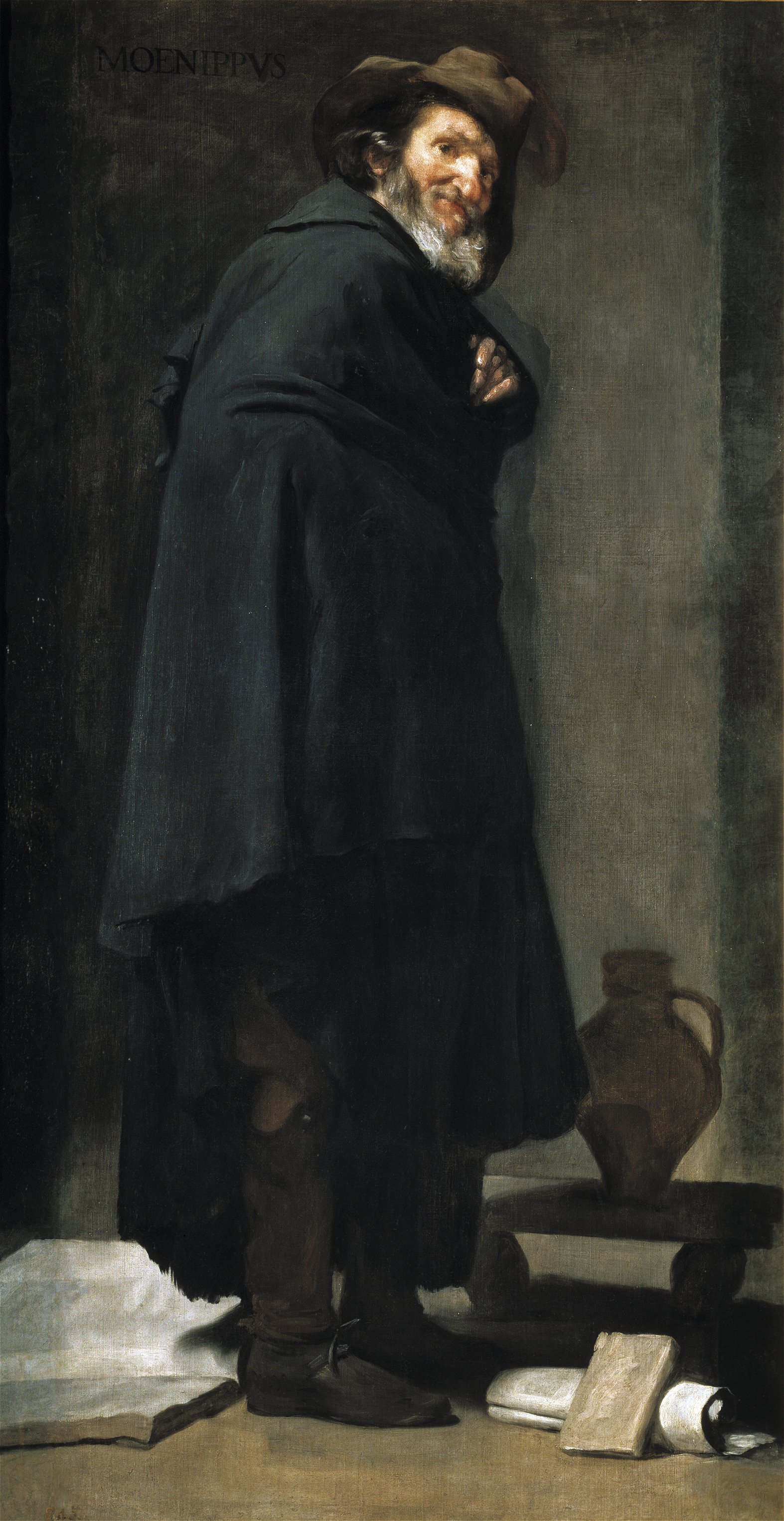
Fictief portret door Diego Velázquez (1639/40)

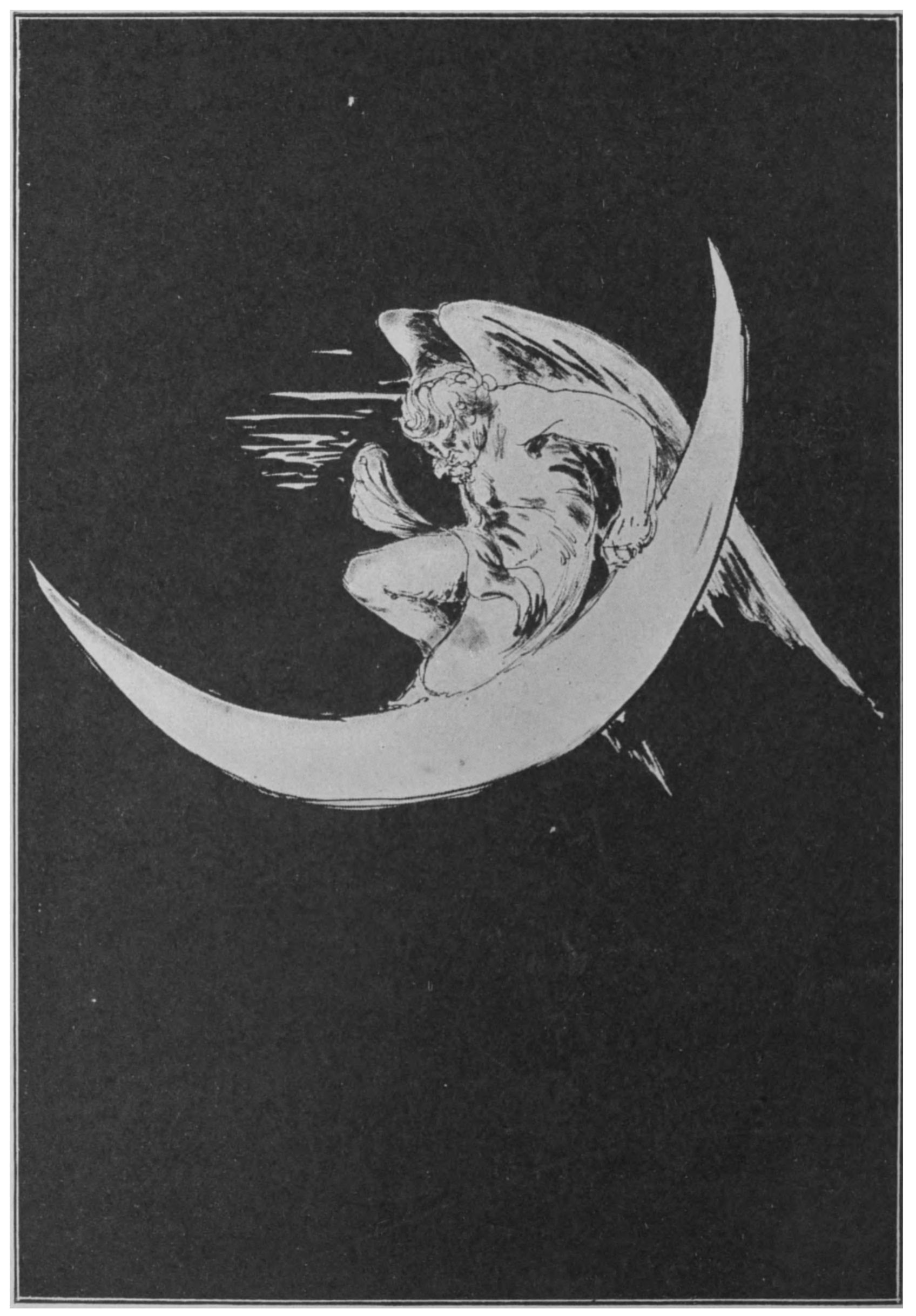
"Icaromenippus" (Voyage in Space, 1913)

Menippos van Gadara (Oudgrieks: Μένιππος / Ménippos, Latijn: Menippus) (ca. 350 v.Chr. – ca. 270 v.Chr.) was een cynische filosoof en auteur. Van zijn leven en zijn werk is weinig bekend, van zijn invloed iets meer. Hij gaf in het bijzonder de aanzet tot de menippeïsche satire.

## Levensloop
Menippos was van oorsprong geen Helleen maar een Feniciër uit Gadara. Hij was een voormalige slaaf die een rijk man werd door te bedelen of – waarschijnlijker – door zaken. Zo'n vermogen ging tegen alle cynische beginselen in en wekte dan ook de nodige spotlust op. Volgens de overlevering verbleef hij te Korinthe in het Kraneion en te Athene in het Lykeion. In Thebe was hij de leerling van Krates en had hij contact met Metrokles.
Door zijn biograaf Diogenes Laërtios werd Menippos schijnbaar voor een oppervlakkige potsenmaker gehouden. Hij schetst vijandig het beeld van een woekeraar en een zelfmoordenaar, wat door historici niet als betrouwbaar wordt beschouwd, te meer daar de eerste kwalificatie berust op de dubieuze autoriteit van Hermippos van Smyrna.

## Geschriften
Diogenes Laërtios schrijft dertien boeken aan Menippos toe en geeft van zeven een nadere omschrijving:
- Bezoek aan de onderwereld (Νέκυια): Dit boek beïnvloedde onder meer Loukianos en Horatius,[4] in die mate dat we ons een voorstelling kunnen maken van de inhoud: een lange afdaling in de Hades om een ontmoeting te hebben met de ziener Teiresias.
- Testamenten (Διαθῆκαι)
- Brieven kunstmatig opgesteld als van de goden (Ἐπιστολαὶ κεκομψευμέναι ἀπὸ τῶν θεῶν προσώπου)
- De geboorte van Epikouros (Γονὰς Ἐπικούρου)
- De verering van de school voor de twintigste (Τὰς θρησκευομένας ὑπ' αὐτῶν εἰκάδας): De twintigste dag werd gevierd door de school der Epicureërs, een gebruik dat in dit boek blijkbaar op de hak werd genomen.
- Antwoord aan de natuurfilosofen, mathematici en grammatici (Πρὸς τοὺς φυσικοὺς καὶ μαθηματικοὺς καὶ γραμματικοὺς)
- De verkoop van Diogenes (Διογένους πρᾶσις): Dit lijkt de hoofdbron te zijn voor het verhaal dat Diogenes van Sinope gevangen werd door piraten en verkocht als slaaf.

Dankzij Athenaios kunnen we daar nog twee titels aan toevoegen:
- Het feestmaal (Συμπόσιον)
- Arkesilaos (Ἀρκεσίλαος): Dit gaat waarschijnlijk over de wijsgeer Arkesilaos die de Akademeia leidde tijdens Menippos' leven.

Mogelijk heeft Menippos na het succes van zijn Bezoek aan de onderwereld ook een Hemelvaart geschreven. Daarvan bestaan sporen bij zijn navolgers en het zou hem de gelegenheid hebben gegeven om de goden van traditie en filosofie kritisch aan te pakken.

## Thema's en stijl
Typisch behandelde Menippos serieuze onderwerpen door ermee te lachen. Strabo en Stefanos spreken over een menger van ernst en luim (σπουδογέλοιος / spoudogeloios). Uit de titels van zijn geschriften kan worden afgeleid dat Menippos er genoegen in schepte collega-filosofen aan te vallen, in het bijzonder de epicuristen en stoïcijnen. Doorheen zijn kluchtige parodieën tekende het eenvoudige leven voorgestaan door de cynici zich positief af tegen de dwaasheden van de massa, de schijnwijsheid van de filosofen en de misvattingen over de goden. De vorm van deze menippeïsche satiren, een genre waarvan hij blijkbaar de schepper was, kenmerkte zich door een afwisseling van proza en dichtkunst (prosimetrum).

## Invloed en nawerking
In de eerste eeuw v.Chr. kreeg Menippos navolging van zijn stadsgenoot Meleager en van Varro, wiens Saturae Menippeae naar hem zijn vernoemd. Ook de Sermones van Horatius en het Satiricon van Petronius ondergingen wellicht zijn invloed en zeker Seneca's Apocolocyntosis. In de tweede eeuw toonde Loukianos zich een openlijk bewonderaar. Hij liet Menippos optreden als personage in zijn satiren, waarin hij onder meer belandt op de Maan en in de onderwereld.

## Voetnoten
1. ↑  Maria R. Wojcik, La Villa dei Papiri ad Ercolano. L'Erma di Bretschneider, 1986, p. 79-80
2. ↑  Donald Dudley, A History of Cynicism, 1937, p. 70
3. ↑  Diogenes Laërtios, Leven en leer van beroemde filosofen, boek VI, verzen 29 en 101
4. ↑  Loukianos: Menippos, Nekyomanteia, Charon en Dodengesprekken; Horatius: Sermones, 2.5; verder ook de menippeïsche satire De zelfmoord.
5. ↑  Athenaios, Deipnosophistae, XIV, 629F en 664E

- Bibsys: 90790527
- Biblioteca Nacional de España: XX1029607
- Gemeinsame Normdatei: 102399301
- International Standard Name Identifier: 0000 0000 5422 0616
- Library of Congress Control Number: no2008183769
- Nationale Bibliotheek van Israël: 987007339178705171
- Nederlandse Thesaurus van Auteursnamen: 126621500
- Virtual International Authority File: 106974905